# Paul Leppin
Paul Leppin, né le 27 novembre 1878 à Prague, dans l'empire austro-hongrois et mort le 10 avril 1945 à Prague, est un écrivain de langue allemande.

## Biographie
Paul Leppin vient d'un milieu très modeste. Son père était commis aux écritures chez un avocat. Il fréquente les cercles littéraires pragois où ses amis proches sont Victor Hadwiger et Oskar Wiener. Avec eux et Gustav Meyrink, ils forment le groupe Junger Prag (« Jeune Prague »). Son premier ouvrage est publié en 1901. En 1907, il épouse Henriette Bogner.
En mars 1939, alors que Prague est sous la botte des Nazis, il est arrêté par la Gestapo. Il se peut que Leppin ait été vu comme étant juif, ce qu'il n'était pas. Sa littérature provocante dénonçait, par exemple dans le roman Daniel Jesus, la diabolisation de la chair par la religion. Cela avait suffi à l'historien de la littérature Adolf Bartels, un antisémite notoire, de le qualifier de juif dans son Deutsche Dichtung der Gegenwart paru en 1921. Libéré, il ne se remet pas de sa détention et meurt après six ans de souffrances.

## Ouvrages
- 1901, Die Türen des Lebens, roman, Prague
- 1905, Daniel Jesus, roman, Berlin
- 1914, Severins Gang in die Finsternis, roman, Munich, Delphin-Verlag
- 1918, Hüter der Freude, roman, Vienne
- 1938, Prager Rhapsodie, poésies et prose, préface de Stefan Zweig, Prague
- 1982, Blaugast, roman, Munich, Langen-Müller; posthume. traduction française 2004, Au-dessus de tout, Phébus

## Sources
- (de) Hans J. Schütz, « Ein deutscher Dichter bin ich einst gewesen ». Vergessene und verkannte Autoren des 20. Jarhunderts, Munich, Verlag C. H. Beck, 1988.